# Ракетный удар по Чернигову 19 августа 2023 года
Ракетный удар по Чернигову был совершён 19 августа 2023 года в ходе российского вторжения в Украину. 
По данным следствия, ракета комплекса «Искандер» взорвалась в воздухе около Черниговского областного музыкально-драматического театра, где проходила закрытая встреча производителей беспилотников. Театр расположен на центральной площади города, где в это время было много людей — в частности, возвращавшихся с церковных служб в честь праздника Яблочного Спаса. Вследствие удара были убиты семь человек (среди них шестилетняя девочка) и пострадали 156, среди которых по меньшей мере 15 детей; часть раненых — в тяжёлом состоянии.
У театра была разрушена крыша, начался пожар. Кроме того, повреждены Национальный университет «Черниговская политехника», Черниговская областная государственная администрация, магазины, кафе и прочие здания.

## Хронология
Ракетный удар по Чернигову был совершён 19 августа 2023 года (в праздник Яблочного Спаса) в 11:30 по киевскому времени. После запуска ракеты в городе сработала воздушная тревога. Из-за близости к границе время, за которое российские баллистические ракеты долетают до Чернигова, составляет всего примерно минуту.

## Обстоятельства
В Черниговском музыкально-драматическом театре имени Т. Шевченко проводилась выставка беспилотников. О месте её проведения было сообщено зарегистрированным участникам за несколько часов до её начала. Как сообщает «Радио Свобода», в комментариях к афише мероприятия местные жители возмущались рекламой этого события, которое проводилось в прифронтовом городе и могло стать причиной российского ракетного удара.
По словам директора украинского Центра поддержки аэроразведки Марии Берлинской, после объявления воздушней тревоги всех участников выставки попросили переместиться в убежище. Однако часть из них просто вышла из здания театра на улицу. Те, кто находился в убежище, от удара не пострадал.
По предварительным данным следствия, удар был нанесён крылатой ракетой 9М727 комплекса «Искандер». Она взорвалась в воздухе над зданием театра. Летящую ракету наблюдали свидетели и она попала на снимки.
Удар был нанесён по историческому центру города и пришёлся на окончание службы в церквях этого района. Люди были на улицах с корзинами яблок.

## Жертвы

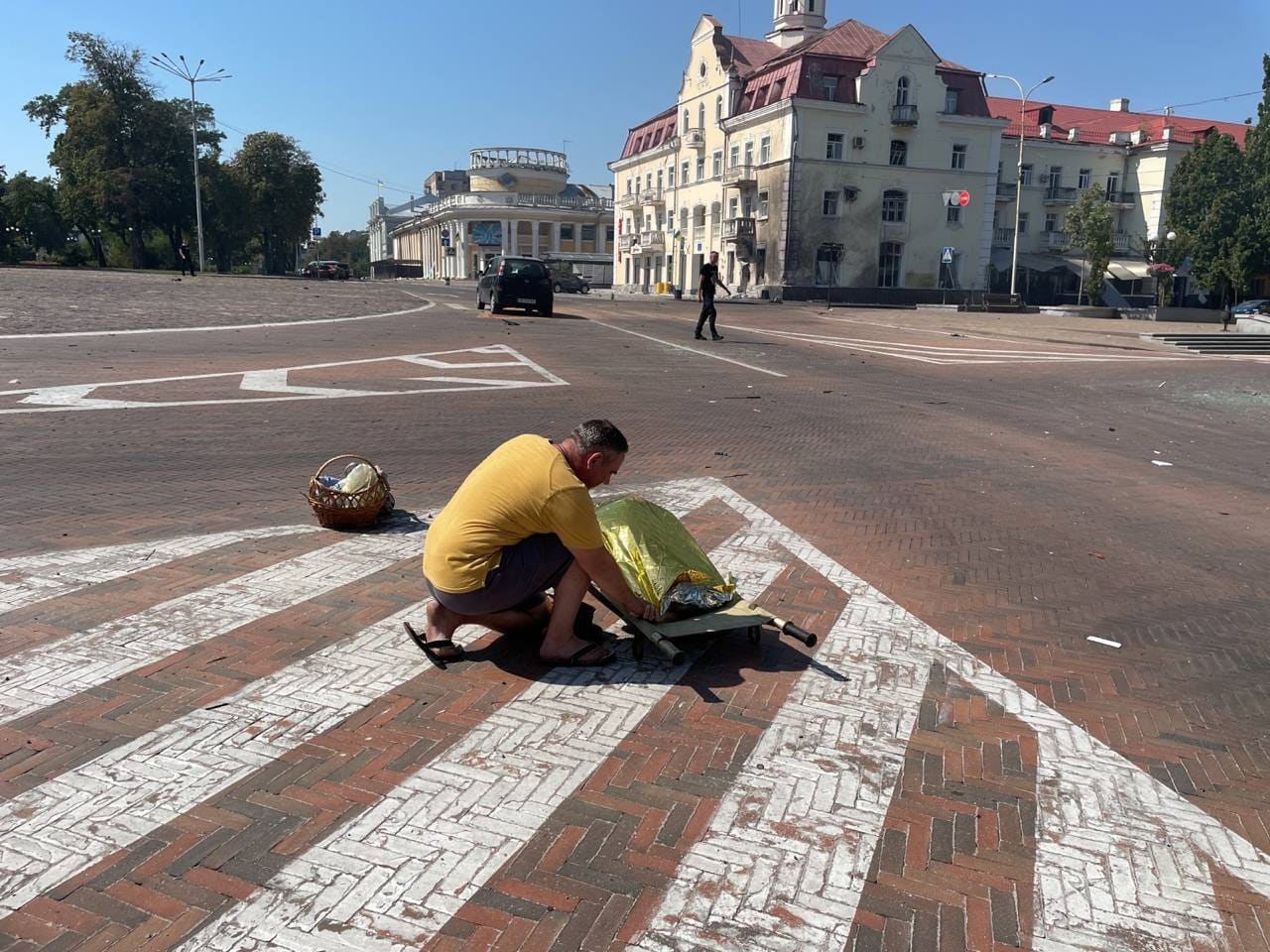
Тело погибшего на площади

Вследствие удара были убиты семь человек и ранены 156, из которых 41 был госпитализирован. Среди раненых по крайней мере 15 детей. Среди погибших оказалась шестилетняя девочка. После удара ребёнку пытались оказать помощь, но спасти её не вышло и она умерла в больнице. Мама убитой девочки находится в тяжёлом состоянии.
12-летнюю девочку в тяжёлом состоянии незамедлительно отправили в Киев. Большинство пострадавших и убитых находились за пределами театра; по словам министра внутренних дел Украины Игорь Клименко: 

Жертвы находились в автомобильном транспорте, шли через пешеходный переход, шли из трех церквей, где они освящали фрукты. Мы должны четко задокументировать это военное преступление. Это ляжет в копилку доказательной базы преступлений РФ против человечества
Наибольшее число погибших и раненных оказалось на остановке общественного транспорта.

## Разрушения

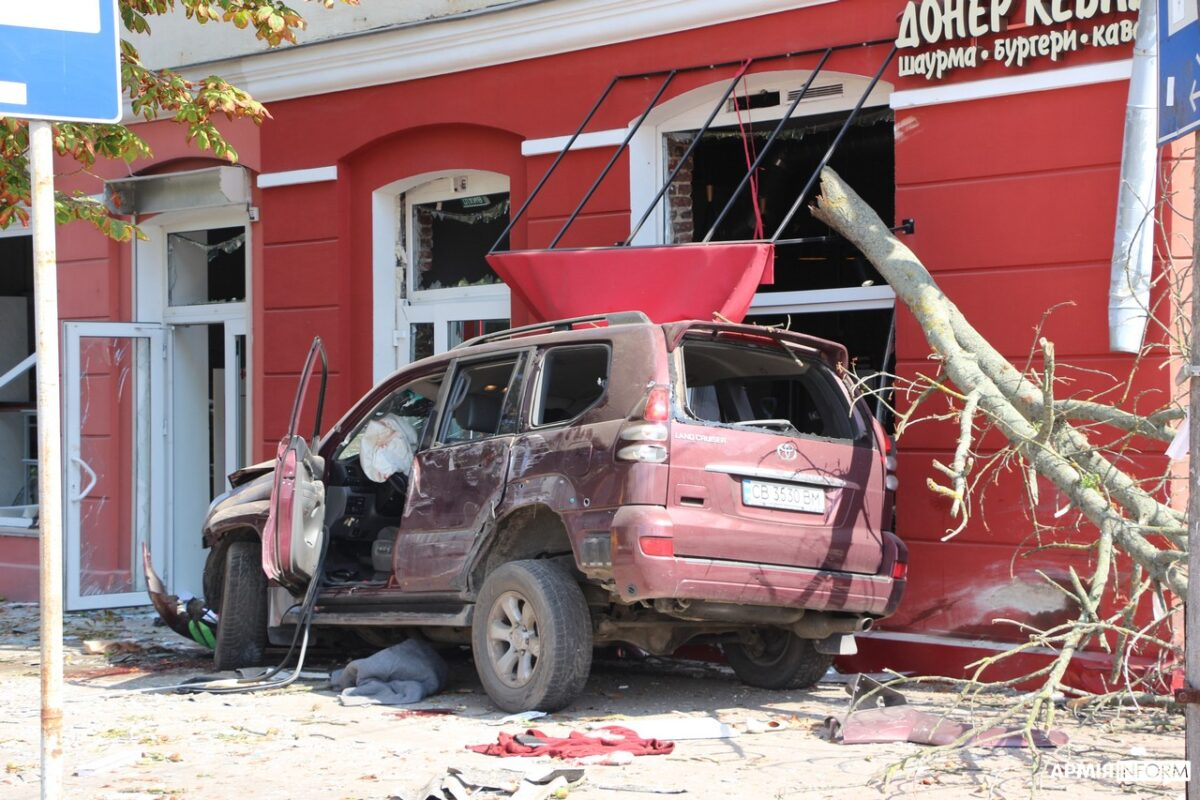
Разрушения рядом с театром

Россияне повредили Черниговский областной музыкально-драматический театр имени Т. Шевченко. В театре проходила «закрытая встреча инженеров, военных и волонтеров на тему военных технологий для фронта», а точное место, где должна пройти встреча, объявили всего за несколько часов перед началом. Был повреждён Национальный университет «Черниговская политехника». Также разрушениям подверглись здания Черниговской областной государственной администрации, магазины, кафе и прочие здания.
Всего были повреждены 66 жилых домов, 10 административных зданий и 67 транспортных средств.

## Реакция

### Украина
Президент Украины Владимир Зеленский отметил:

Российская ракета попала прямо в центр города, в наш Чернигов. Площадь, политехника, театр. Обычный субботний день, который Россия превратила в день боли и утрат. Есть погибшие, раненые. Мои соболезнования потерявшим родных… Все службы работают на месте: спасатели, полиция, медики. Каждый, кто нужен.

### Международное сообщество
Организация Объединённых Наций осудила нападение. Координатор по гуманитарным вопросам ООН Дениз Браун заявила: 

…Гнусно, что удар был нанесен по главной площади большого города утром, когда люди гуляют или идут в церковь, чтобы отпраздновать сегодняшний религиозный праздник для многих украинцев. Я осуждаю эту повторяющуюся практику российских ударов по жилым районам Украины, что приводит к гибели людей, массовым разрушениям и резкому росту гуманитарных потребностей. Удары по гражданскому населению или гражданским объектам строго запрещены международным гуманитарным правом. Это должно прекратиться.

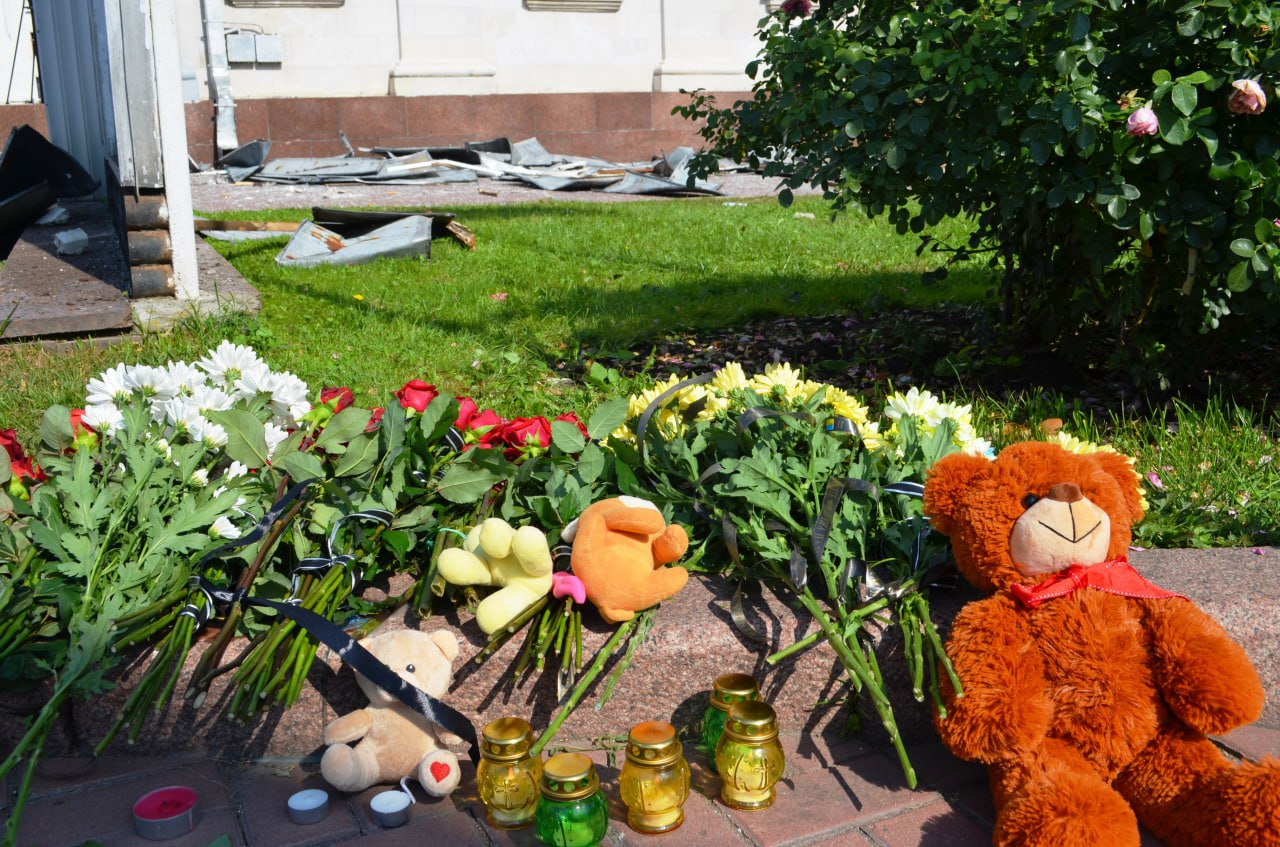
Цветы и игрушки около театра

Франция осудила российский удар, уточнив: «Эти удары вновь были преднамеренно нанесены по гражданскому населению вопреки нормам международного права».

## Память
19—21 августа в Чернигове были объявлены днями траура.